# Aragami (jeu vidéo)
Pour le film, voir Aragami.
Aragami est un jeu vidéo d'infiltration développé et édité par Lince Works, sorti en 2016 sur Windows, Mac, Linux et PlayStation 4.
Le jeu est porté sur Xbox One en 2018, puis sur Nintendo Switch en 2019.

## Accueil

### Critique
- Canard PC : 5/10[1]

### Ventes
En mars 2017, le jeu s'était écoulé à 100 000 exemplaires sur Steam. En octobre 2019, les ventes d'Aragami s'élèvent au total à 500 000 unités, dont 320 000 sur PC.